# بری هاوارد (بازیکن فوتبال)
بری هاوارد (انگلیسی: Barry Howard؛ زادهٔ ۱۹ فوریهٔ ۱۹۵۰) بازیکن فوتبال اهل بریتانیا است.
از باشگاه‌هایی که در آن بازی کرده‌است می‌توان به باشگاه فوتبال آلترینچام، باشگاه فوتبال استوک‌پورت کانتی، باشگاه فوتبال هاید، باشگاه فوتبال ویتون آلبیون، باشگاه فوتبال اشتون یونایتد، و باشگاه فوتبال درویلزدن اشاره کرد.